# Герои Социалистического Труда Ямало-Ненецкого автономного округа
В настоящий список включены:

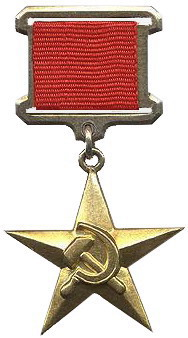
Золотая медаль «Серп и Молот»

- Герои Социалистического Труда, на момент присвоения звания проживавшие на территории современного Ямало-Ненецкого автономного округа, — 11 человек;
- Герои Социалистического Труда, прибывшие в Ямало-Ненецкий автономный округ на постоянное проживание из других регионов, — 1 человек.

В таблицах отображены фамилия, имя и отчество Героев, должность и место работы на момент присвоения звания, дата Указа Президиума Верховного Совета СССР, отрасль народного хозяйства, место рождения/проживания, а также ссылка на биографическую статью на сайте «Герои страны». Формат таблиц предусматривает возможность сортировки по указанным параметрам путём нажатия на стрелку в нужной графе.

## История
Первыми в Ямало-Ненецком автономном округе звания Героя Социалистического Труда были удостоены Константин Альевич Вануйто и Сэроко Худи, которым эта высшая степень отличия была присвоена Указом Президиума Верховного Совета СССР от 7 апреля 1958 года за особые заслуги в развитии колхозного рыболовства и достижение высоких показателей в добыче рыбы.
Распределение Героев Социалистического Труда в Ямало-Ненецком АО по отраслям: геологическая — 4, газодобывающая промышленность — 3, строительство (газопроводов) и рыбная промышленность — по 2.

## Лица, удостоенные звания Героя Социалистического Труда в Ямало-Ненецком автономном округе
| №  | Фамилия, имя, отчество       | Даты жизни              | Деятельность | Дата присвоения | Отрасль       | Место рождения         | ГС        |
| -- | ---------------------------- | ----------------------- | --- | --------------- | ------------- | ---------------------- | --------- |
| 1  | Вануйто Константин Альевич   | 30.01.1920 — 16.07.1979 | Председатель рыболовецкого колхоза «Коммунар» Ямальского района Ямало-Ненецкого национального округа | 07.04.1958      | рыбхоз        | Ямальский район        | [ ГС 1 ]  |
| 2  | Глебов Николай Дмитриевич    | 12.01.1935 — 21.02.2018 | Буровой мастер Уренгойской нефтеразведочной экспедиции Главтюменгеологии Министерства геологии РСФСР, Ямало-Ненецкий национальный округ | 14.07.1975      | геология      | *Тюменская область     | [ ГС 2 ]  |
| 3  | Гоцин Юрий Панфидьевич       | 01.02.1941 — 30.08.2011 | Бригадир комплексной бригады комсомольско-молодёжного строительно-монтажного управления № 2 треста «Севергазстрой» Главямбургнефтегазстроя Министерства строительства предприятий нефтяной и газовой промышленности СССР, Ямало-Ненецкий автономный округ        | 15.05.1985      | газпром       | *Брянская область      | [ ГС 3 ]  |
| 4  | Григорьев Николай Иванович   | 16.09.1925 — 26.02.2004 | Старший мастер по сложным работам Тюменской комплексной геологоразведочной экспедиции Министерства геологии РСФСР, Ямало-Ненецкий национальный округ | 23.01.1968      | геология      | *Новгородская область  | [ ГС 4 ]  |
| 5  | Дидук Борис Павлович         | 25.03.1940 — 09.05.2000 | Бригадир комплекса контактной сварки «Север-1» специализированного монтажно-наладочного управления сварочной техники № 40 Главсибтрубопроводстроя Министерства строительства предприятий нефтяной и газовой промышленности СССР, Ямало-Ненецкий автономный округ | 22.05.1987      | строительство | *Тернопольская область | [ ГС 5 ]  |
| 6  | Захаренков Валерий Семёнович | 21.01.1940 — 17.01.1992 | Оператор по добыче нефти и газа газопромыслового управления № 1 Уренгойского производственного объединения по добыче газа имени С. А. Оруджева Главтюменгазпрома Министерства газовой промышленности СССР, Ямало-Ненецкий автономный округ Тюменской области     | 13.06.1986      | газпром       | *Калужская область     | [ ГС 6 ]  |
| 7  | Косенко Марк Иванович        | 18.03.1924 — 29.06.1988 | Бурильщик Тарко-Салинской нефтеразведочной экспедиции Тюменского производственного геологического управления Министерства геологии РСФСР, Ямало-Ненецкий национальный округ                                                                                      | 23.01.1968      | геология      | *Ростовская область    | [ ГС 7 ]  |
| 8  | Мартынов Виктор Васильевич   | 11.10.1938 — 16.11.2014 | Бригадир сварочно-монтажной бригады строительно-монтажного управления № 57 треста «Уренгойтрубопроводстрой» Министерства строительства предприятий нефтяной и газовой промышленности СССР, Ямало-Ненецкий автономный округ                                       | 06.10.1983      | строительство | *Харьковская область   | [ ГС 8 ]  |
| 9  | Никоненко Иван Спиридонович  | род. 10.04.1938         | Генеральный директор Уренгойского производственного объединения по добыче газа имени С. А. Оруджева Министерства газовой промышленности СССР, Ямало-Ненецкий автономный округ                                                                                    | 15.05.1985      | газпром       | *Харьковская область   | [ ГС 9 ]  |
| 10 | Подшибякин Василий Тихонович | 01.01.1928 — 20.05.1997 | Генеральный директор Ямальского производственного геологического объединения по разведке нефти и газа Главтюменьгеологии Министерства геологии РСФСР, Ямало-Ненецкий автономный округ                                                                            | 07.12.1983      | геология      | *Тульская область      | [ ГС 10 ] |
| 11 | Худи Сэроко                  | 1890 — 23.04.1965       | Рыбак колхоза имени Ленина Ямальского района Ямало-Ненецкого национального округа | 07.04.1958      | рыбхоз        | Ямальский район        | [ ГС 11 ] |

## Герои Социалистического Труда, прибывшие в Ямало-Ненецкий автономный округ на постоянное проживание из других регионов
| № | Фамилия, имя, отчество        | Даты жизни      | Деятельность | Дата присвоения | Отрасль | Место проживания | ГС       |
| - | ----------------------------- | --------------- | --- | --------------- | ------- | ---------------- | -------- |
| 1 | Самсонов Александр Максимович | род. 17.02.1935 | Бригадир комплексной бригады строительного управления № 1 треста «Башнефтепромстрой» Министерства газовой промышленности СССР, Башкирская АССР | 01.07.1966      | газпром | Надым            | [ ГС 1 ] |